# Веннезе
Веннезе́ (фр. Vennezey) — коммуна во французском департаменте Мёрт и Мозель региона Лотарингия. Относится к  кантону Жербевиллер.

## География
Веннезе	расположен в 35 км к юго-востоку от Нанси. Соседние коммуны: Ременовиль на севере, Жиривиллер и Маттексе на востоке, Эссе-ла-Кот на юге, Сен-Буан на юго-западе, Розельёр на западе.			

## Демография
Население коммуны на 2010 год составляло 47 человек.
| 1962 | 1968 | 1975 | 1982 | 1990 | 1999 | 2010 |
| ---- | ---- | ---- | ---- | ---- | ---- | ---- |
| 42   | 51   | 48   | 45   | 43   | 45   | 47   |

## Достопримечательности
- Церковь XVIII века, башня XV века.